# Battle Beast
Battle Beast – fiński zespół muzyczny wykonujący heavy metal. Powstał w 2005 roku w Helsinkach.  

## Historia

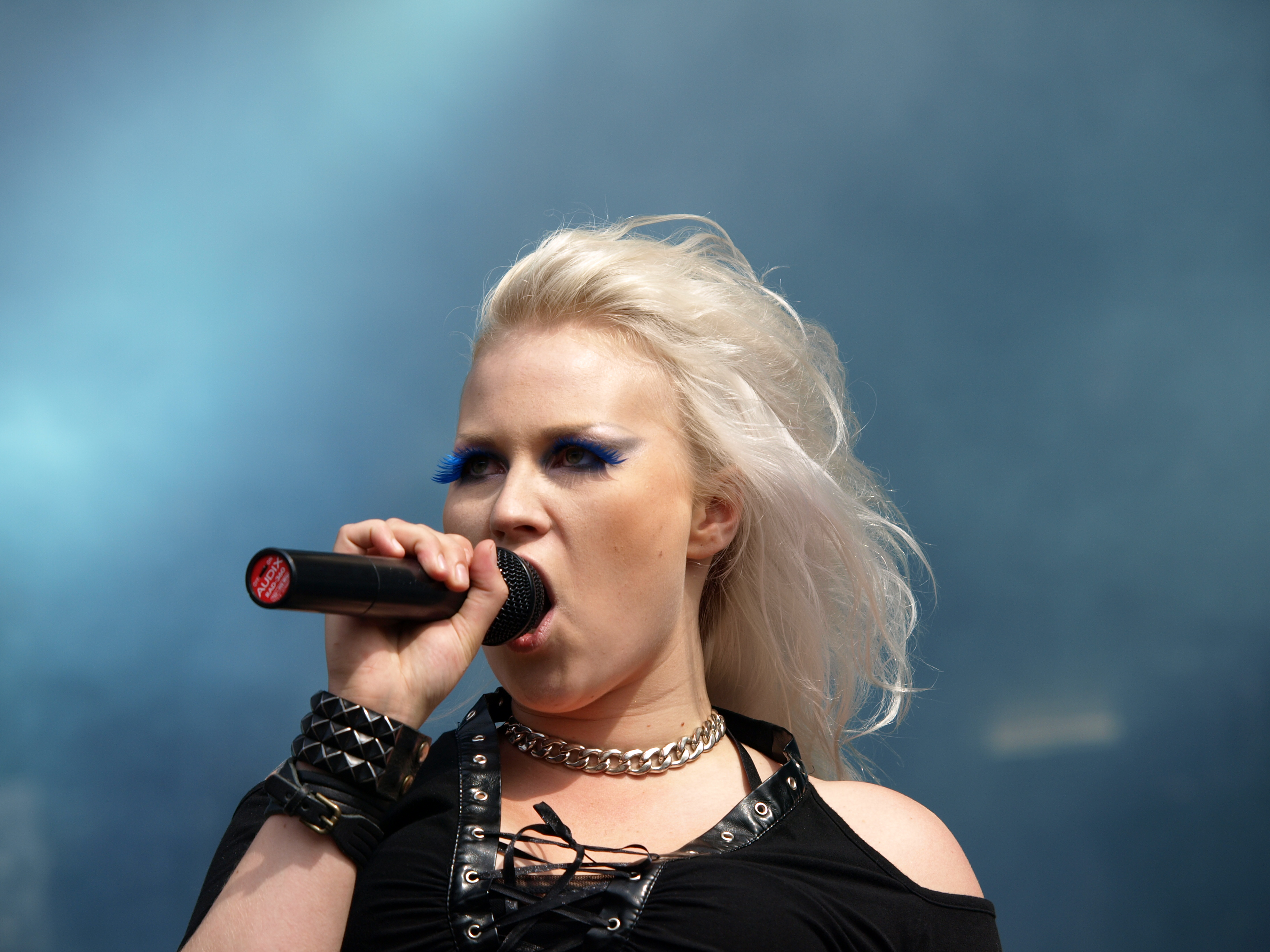
Noora Louhimo podczas koncertu na Tuska Open Air Metal Festival w 2013 roku

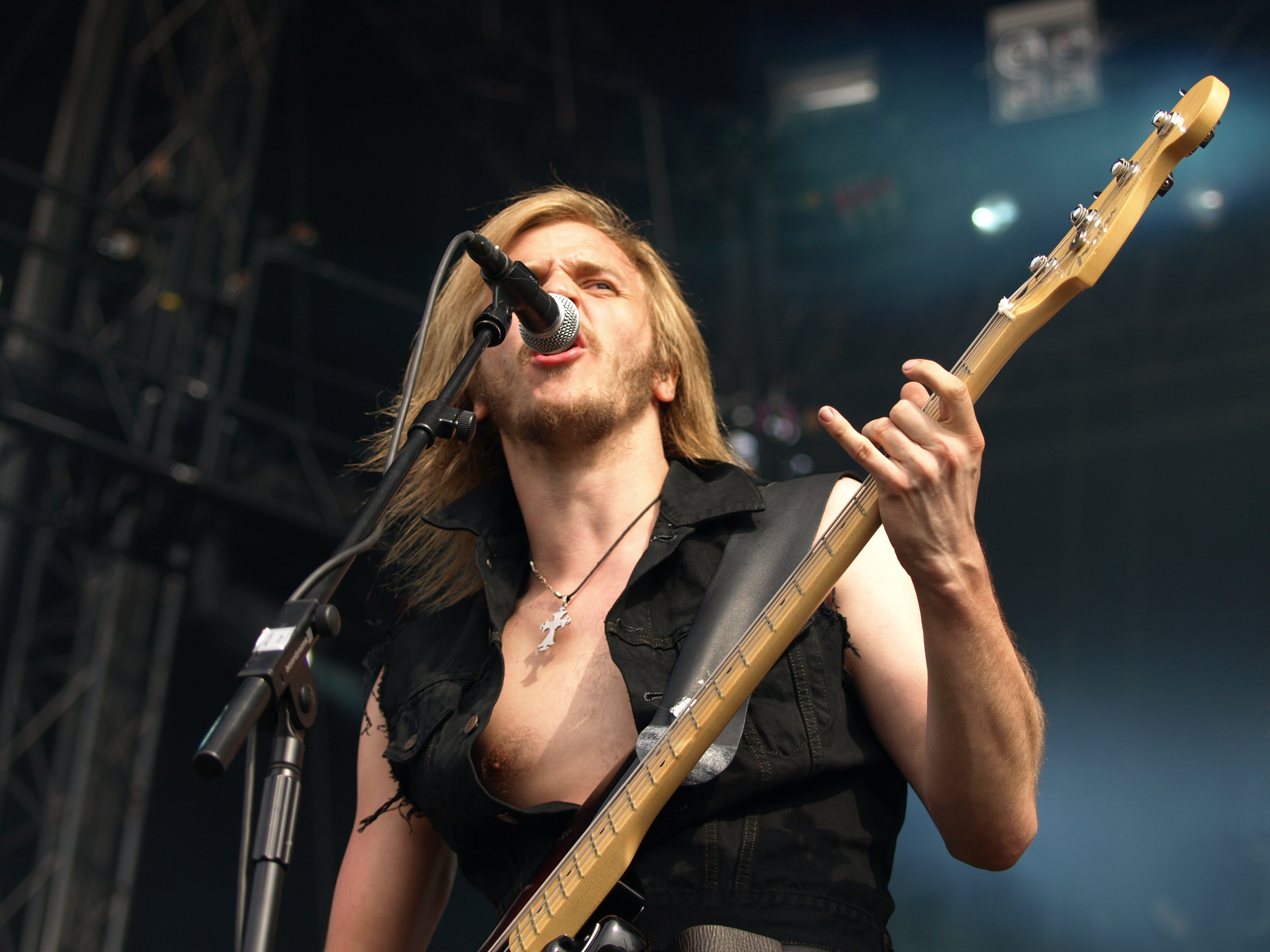
Eero Sipilä podczas koncertu na Tuska Open Air Metal Festival w 2013 roku

Zespół został założony w 2005 roku w Helsinkach przez szkolnych kolegów gitarzystów Antona Kabanena i Juuso Soinio oraz perkusistę Pyry'ego Vikki. Pozostali muzycy oryginalne składu  dołączyli do zespołu po przesłuchaniach, kolejno wokalistka Nitte Valo, basista Eero Sipilä oraz klawiszowiec Janne Björkroth. 
W latach późniejszych grupa zyskała pewną popularność dzięki udziałowi w Wacken Metal Battle 2010, którego efektem był występ na tymże festiwalu w 2011 roku. Wkrótce potem zespół został wyróżniony w konkursie Radio Rock Starba organizowanym przez fińską rozgłośnię Radio Rock. Oddźwięk w mediach umożliwił grupie podpisanie kontraktu z wytwórnią muzyczną Hype Productions. 
Debiutancki album zespołu zatytułowany Steel ukazał się 13 kwietnia 2011 roku. Nagrania były promowane singlami Show Me How to Die i Enter the Metal World, do drugiej z piosenek powstał również teledysk. Emitowane w fińskich rozgłośniach radiowych nagrania zespoły przysporzyły jej pierwszego sukcesu fonograficznego. Debiut grupy dotarł do 7. miejsca tamtejszej listy przebojów – Suomen virallinen lista. 
Album wydany tylko w Finlandii wzbudził zainteresowanie wytwórni muzycznej Nuclear Blast, która, na podstawie licencji wydała album rok później w Europie. Również w 2011 roku formacja została wyróżniona 3. miejscem w ramach Finnish Metal Awards nagrody przyznawanej w ramach Finnish Metal Expo.
Zespół promował swój pierwszy album podczas europejskiej trasy koncertowej poprzedzając występy formacji Nightwish w ramach Imaginaerum World Tour. Jesienią 2012 roku Nitte Valo odeszła z grupy ze względów rodzinnych. Nową wokalistką Battle Beast została Noora Louhimo. W odnowionym składzie zespół dał szereg koncertów w Europie, tym razem poprzedzając występy formacji Sonata Arctica. 
Po zakończonych koncertach zespół rozpoczął prace nad drugim albumem studyjnym, w międzyczasie związując się z wytwórniami Warner Music Finland operującą w rodzimej dla grupy Finlandii oraz Nuclear Blast odpowiedzialną za rynek międzynarodowy. Drugi album formacji zatytułowany Battle Beast ukazał się 17 maja 2013 roku. Płyta odniosła sukces w Finlandii gdzie dotarła do 5. miejsca tamtejszej listy przebojów, opuszczając zestawienie po 17. tygodniach.
Jesienią 2013 roku grupa udała się w kolejną trasę koncertową, tym razem u boku niemieckich formacji Powerwolf i U.D.O. Na początku 2014 roku formacja poprzedzała koncerty folk metalowego zespołu Finntroll w Finlandii. Natomiast latem Battle Beast wystąpił m.in. podczas Tuska Open Air Metal Festival i Hells Kitchen Fest. 9 stycznia 2015 roku do sprzedaży trafił trzeci album zespołu zatytułowany Unholy Savior. Materiał promowany teledyskiem do utworu Madness trafił na listy przebojów w Finlandii, Niemczech, Szwajcarii i Belgii.

## Dyskografia

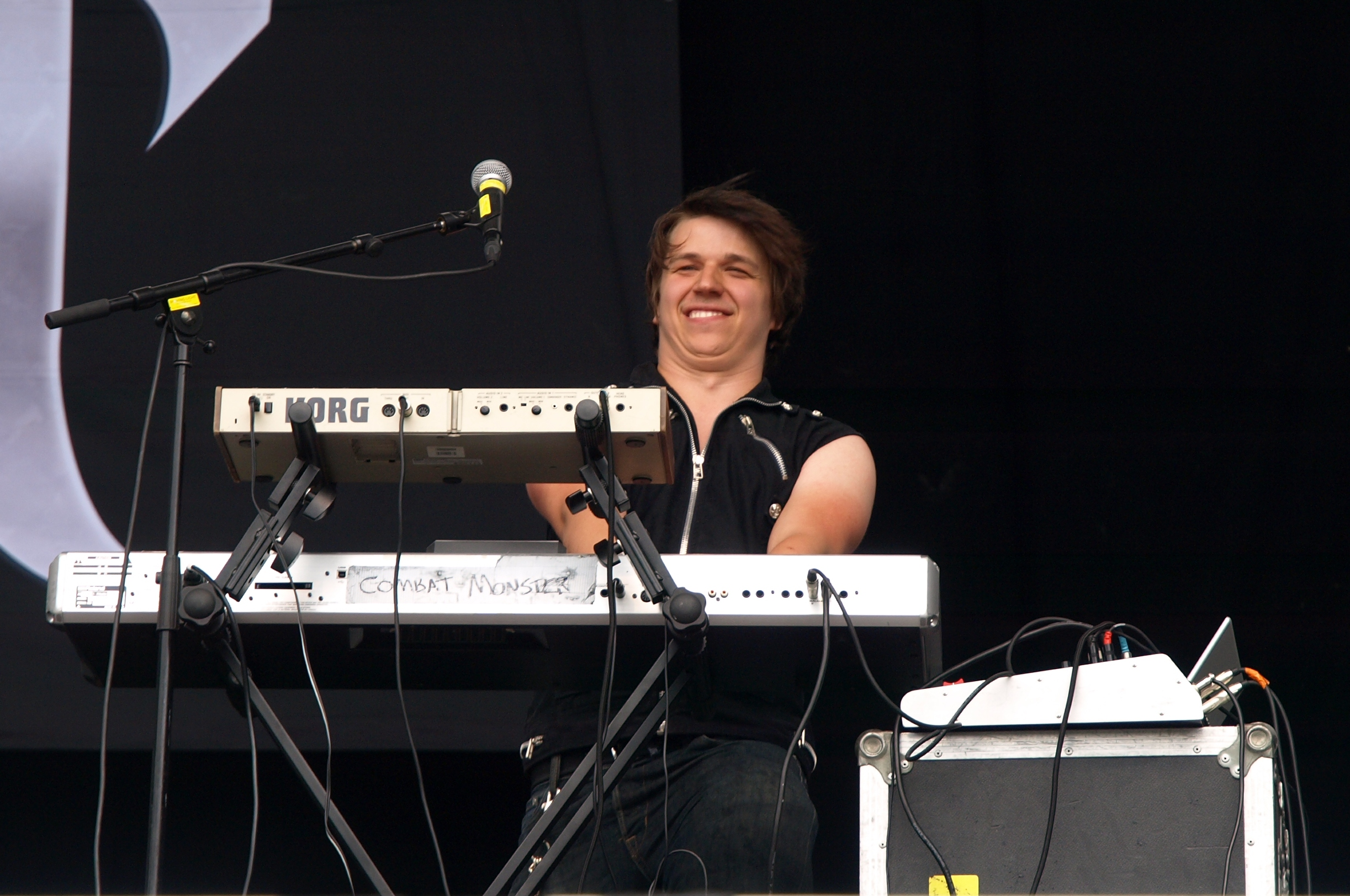
Janne Björkroth podczas koncertu na Myötätuulirock w 2011 roku

| Tytuł                       | Dane dot. albumu                                     | Pozycja na liście | Pozycja na liście | Pozycja na liście | Pozycja na liście | Pozycja na liście |
| Tytuł                       | Dane dot. albumu                                     | FIN               | CHE               | GER               | AUT               | SWE               |
| --------------------------- | ---------------------------------------------------- | ----------------- | ----------------- | ----------------- | ----------------- | ----------------- |
| Steel                       | - Data: 13 kwietnia 2011 - Wydawca: Hype Productions | 7                 | —                 | —                 | —                 | —                 |
| Battle Beast                | - Data: 17 maja 2013 - Wydawca: Nuclear Blast        | 5                 | 77                | 82                | —                 | —                 |
| Unholy Savior               | - Data: 9 stycznia 2015 - Wydawca: Nuclear Blast     | 1                 | 71                | 39                | —                 | —                 |
| Bringer of Pain             | - Data: 17 lutego 2017 - Wydawca: Nuclear Blast      | 1                 | 16                | 14                | 36                | 50                |
| No More Hollywood Endings   | - Data: 22 marca 2019 - Wydawca: Nuclear Blast       | —                 | —                 | —                 | —                 | —                 |
| "—" album nie był notowany. |                                                      |                   |                   |                   |                   |                   |

## Teledyski

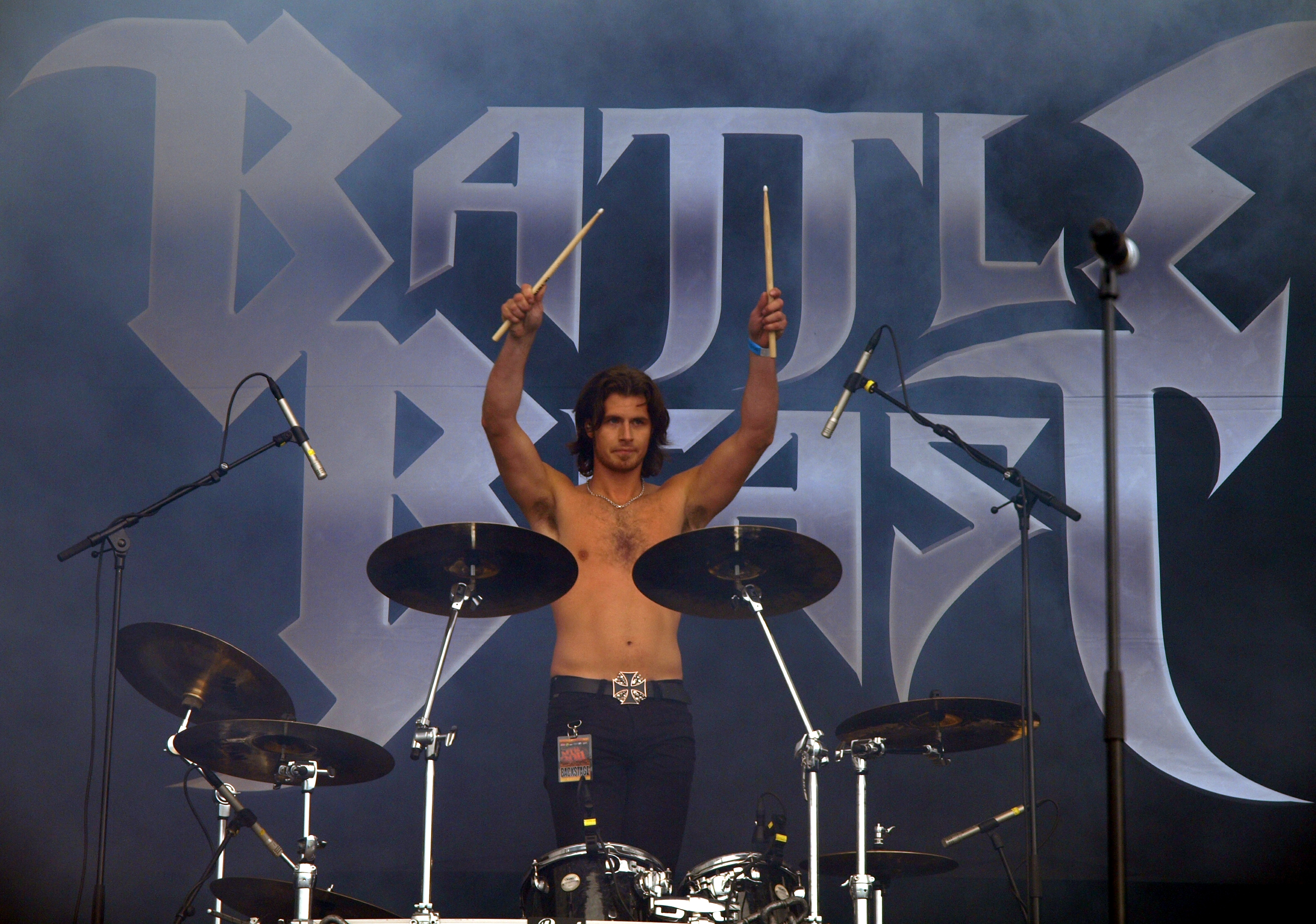
Pyry Vikki podczas koncertu na Myötätuulirock w 2011 roku

| Tytuł                          | Rok  | Reżyseria      | Album         | Źródło |
| ------------------------------ | ---- | -------------- | ------------- | ------ |
| „Enter the Metal World”        | 2012 | —              | Steel         | [ 15 ] |
| „Black Ninja”                  | 2013 | Tuukka Temonen | Battle Beast  | [ 16 ] |
| „Over the Top” (lyric video)   | 2013 | —              | Battle Beast  | [ 15 ] |
| „Out of Control” (lyric video) | 2014 | —              | Battle Beast  | [ 15 ] |
| „Madness”                      | 2014 | —              | Unholy Savior | [ 17 ] |

## Nagrody i wyróżnienia
| Rok  | Kategoria     | Tytułem       | Nagroda    | Nota      | Źródło |
| ---- | ------------- | ------------- | ---------- | --------- | ------ |
| 2014 | Metallialbumi | Unholy Savior | Emma-gaala | Nominacja | [ 18 ] |